# Espineta con caracoles

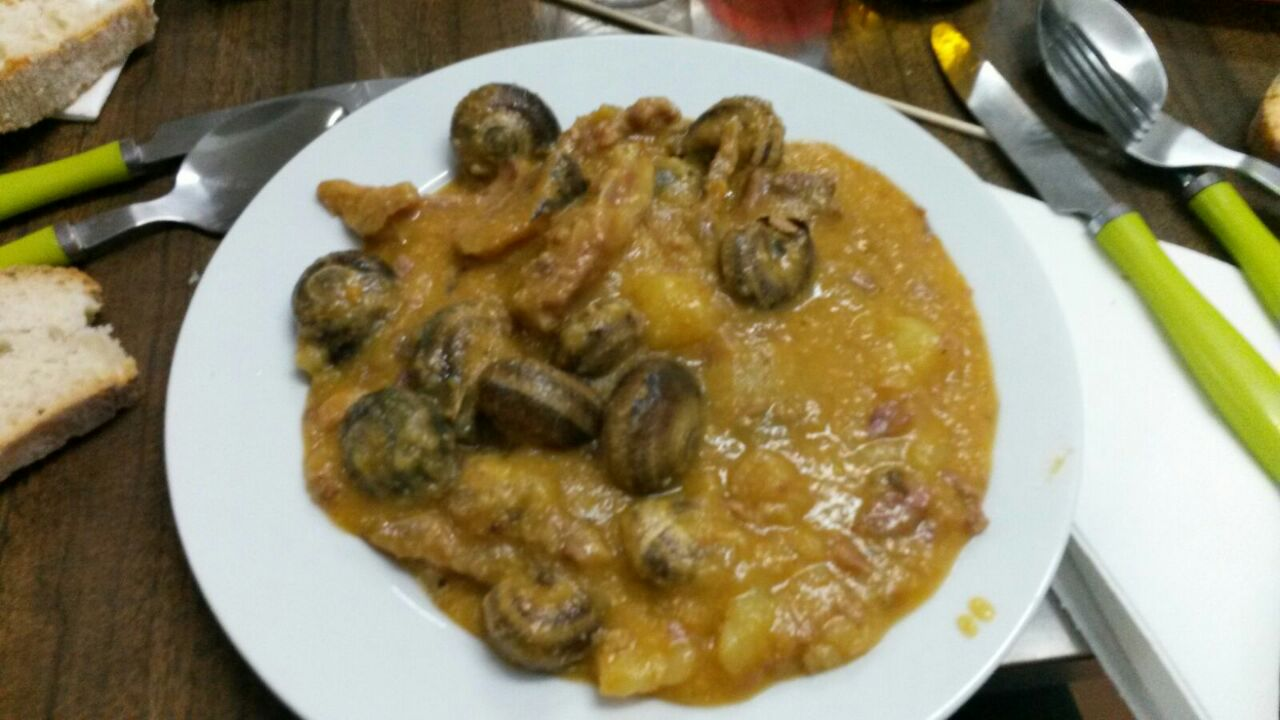
Plato de Espineta amb caragolins

La espineta con caracoles (espineta amb caragolins en catalán) es un plato típico de la ciudad de Tarragona, Cataluña.

## Tradición
Este guiso de origen marinero se puede degustar principalmente en la mayor celebración de la ciudad de Tarragona, las fiestas de Santa Tecla, que forman parte de las Fiestas de interés turístico nacional (España), y que se celebran a finales de septiembre. También se ofrece durante todo el año en algunos restaurantes de cocina tradicional catalana.